# Давыдовский сельский совет (Пирятинский район)
Давыдовский сельский совет (укр. Давидівська сільська рада) — входит в состав
Пирятинского района
Полтавской области
Украины.
Административный центр сельского совета находится в 
с. Давыдовка.

## Населённые пункты совета
- с. Давыдовка
- с. Гурбинцы
- с. Кроты
- с. Новые Мартыновичи